# Нільтава гірська
Нільтава гірська (Cyornis banyumas) — вид горобцеподібних птахів родини мухоловкових (Muscicapidae). Ендемік Індонезії.

## Підвиди
Виділяють три підвиди:
- C. b. ligus (Deignan, 1947) — захід Яви;
- C. b. banyumas (Horsfield, 1821) — центр і схід Яви;
- C. b. mardii (Hoogerwerf, 1962) — острів Панаїтан.

Таїландські і даяцькі нільтави раніше вважалися підвидами гірської нільтави, однак були визнані окремими видами.

## Поширення і екологія
Гірські нільтави живуть в тропічних лісах Яви і Панаїтану.